# ساندر پوست
ساندر پوست (استونیایی: Sander Post؛ زادهٔ ۱۰ سپتامبر ۱۹۸۴) بازیکن فوتبال اهل استونی است.
از باشگاه‌هایی که در آن بازی کرده‌است می‌توان به باشگاه فوتبال فلورا تالین، وایله بلدکلوب، باشگاه فوتبال السوند اف. کی، و باشگاه فوتبال گو اهد ایگلز اشاره کرد.
وی همچنین در تیم ملی فوتبال استونی بازی کرده‌است.